# Frank Crumit
Frank Crumit (ur. 26 września 1889 w Jackson, zm. 7 września 1943 w Nowym Jorku) – amerykański wokalista i kompozytor.
Kształcił się na Uniwersytecie Ohio. 

## Wyróżnienia
Posiada swoją gwiazdę na Hollywoodzkiej Alei Gwiazd.